# 簡易槍枝

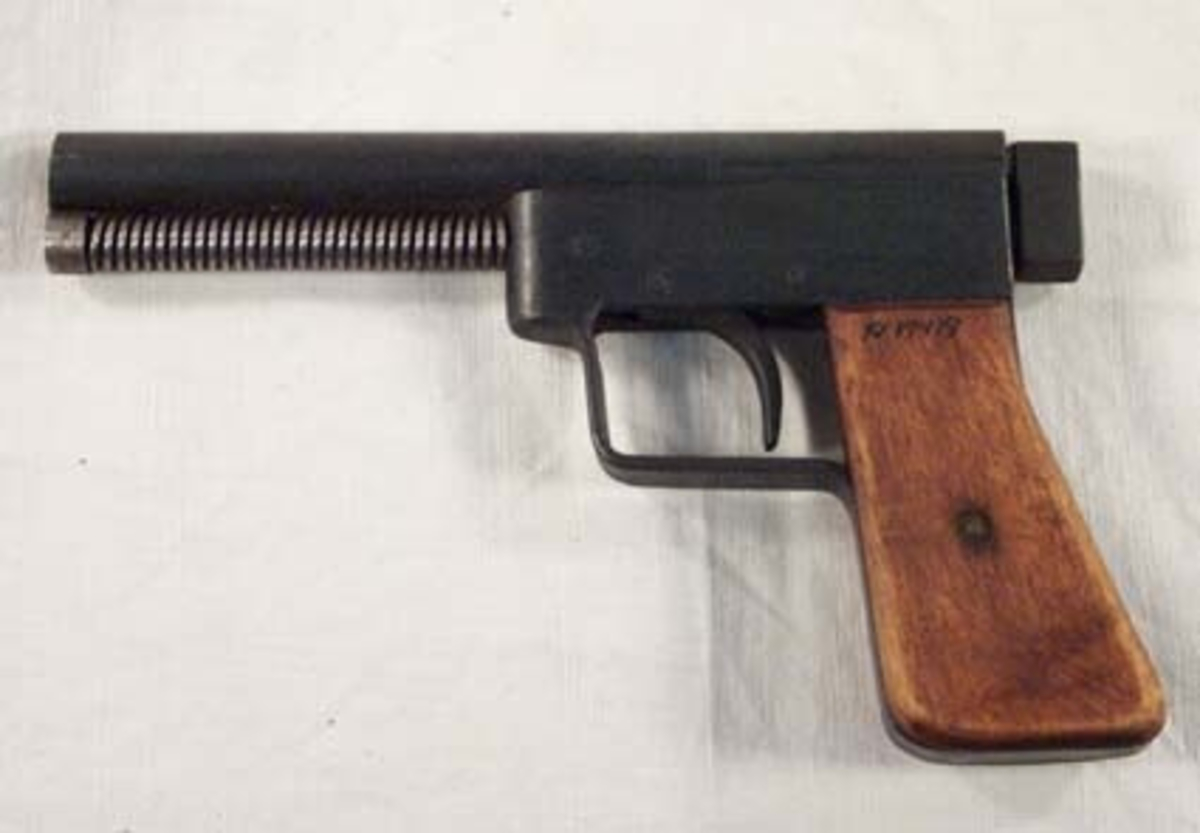
一把被瑞典警方沒收的自製手槍

簡易槍支（又稱土製槍枝、自製槍枝。改造槍枝也在在此範疇內）是指非由槍械生產商所製造的槍械，通常會由現有的材料或零件組合而成。簡易槍枝常作為犯罪工具或反抗軍武器，在槍枝控管嚴格的地區也用於自我防衛及狩獵等用途。

## 種類

### 土製槍枝
通常是一種簡陋的自製槍械，大多數指的是沒有自動填裝系統的單發槍，由槍管、槍栓、擊發裝置所組成。
- 槍管

對於小顆、膛壓小的子彈(像是.22 LR)來說，甚至連管壁很薄的鋼管都能當作槍管，固定在木柄上。過薄的管壁在射擊時對使用者來說相當危險。與彈丸密合度差的滑膛槍管，導致精準度變差；較好的設計使用具有膛線且管壁厚的槍管。
- 擊發系統

大多使用釘子作為撞針。較差的擊發裝置使用橡皮筋作為撞針動力來源，只需要向後拉再釋放便可擊發；較好的設計用彈簧推動撞針，並且採用扣動扳機來釋放撞針的系統。

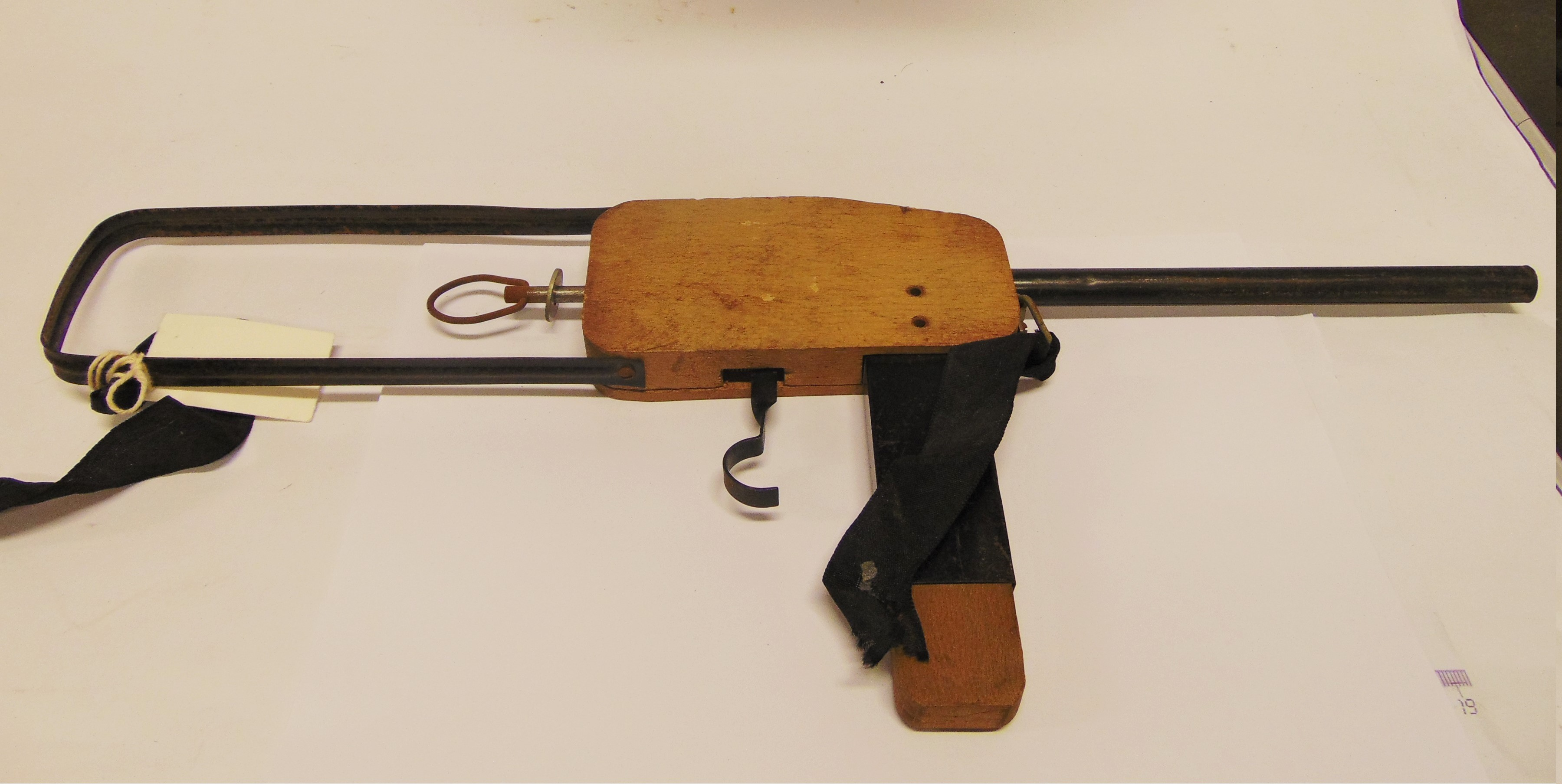
用於二次世界大戰中的自製槍械
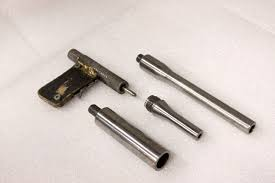
可以更換槍管的自製槍械
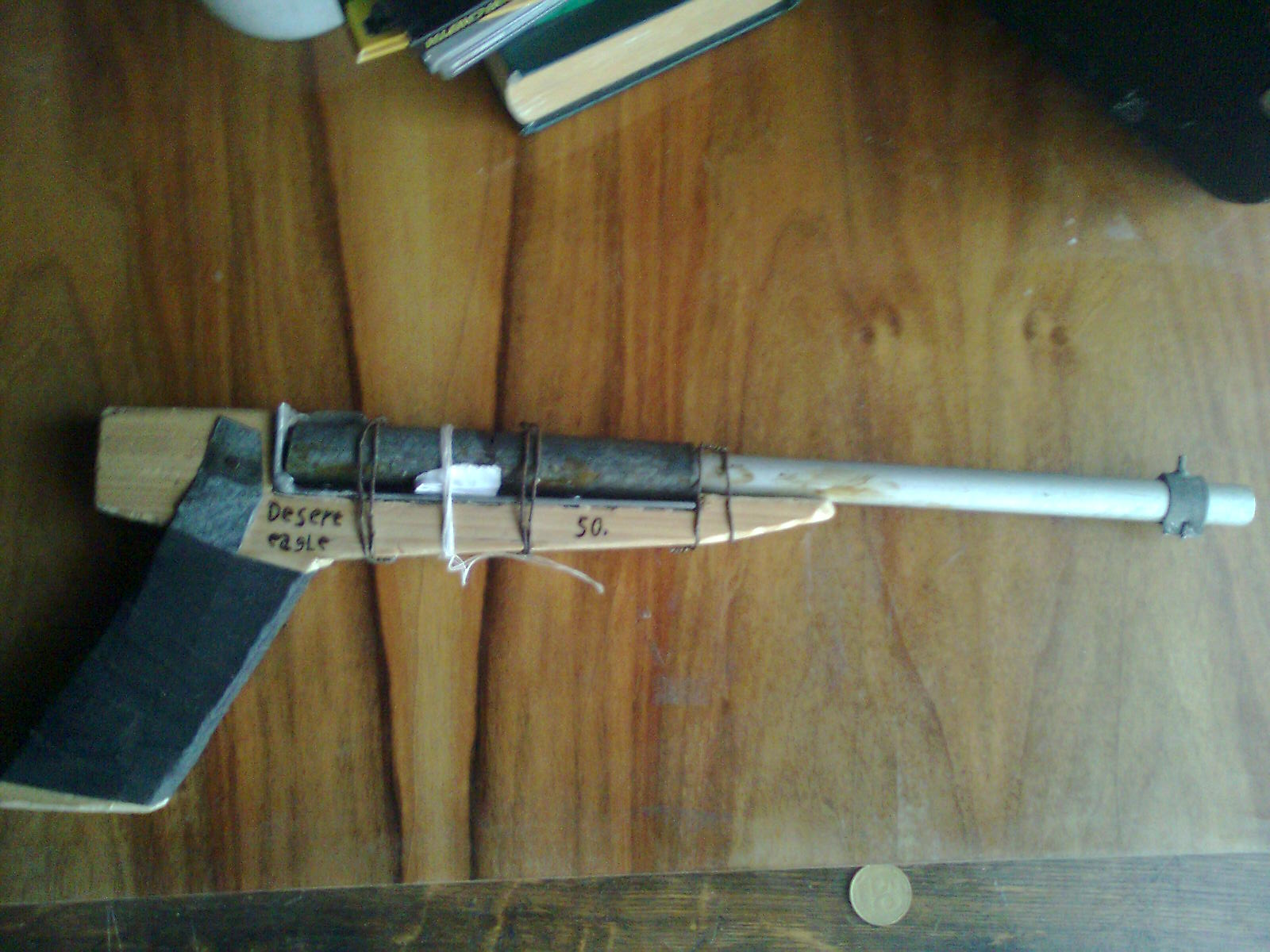
自製單發手槍
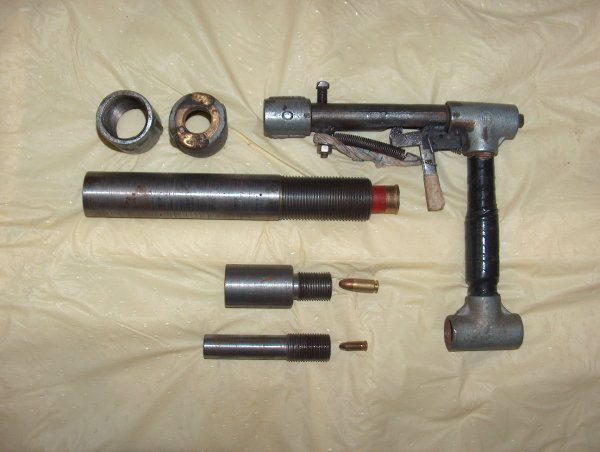
一個簡陋的自製槍械，幾乎都是用水電材料組裝的
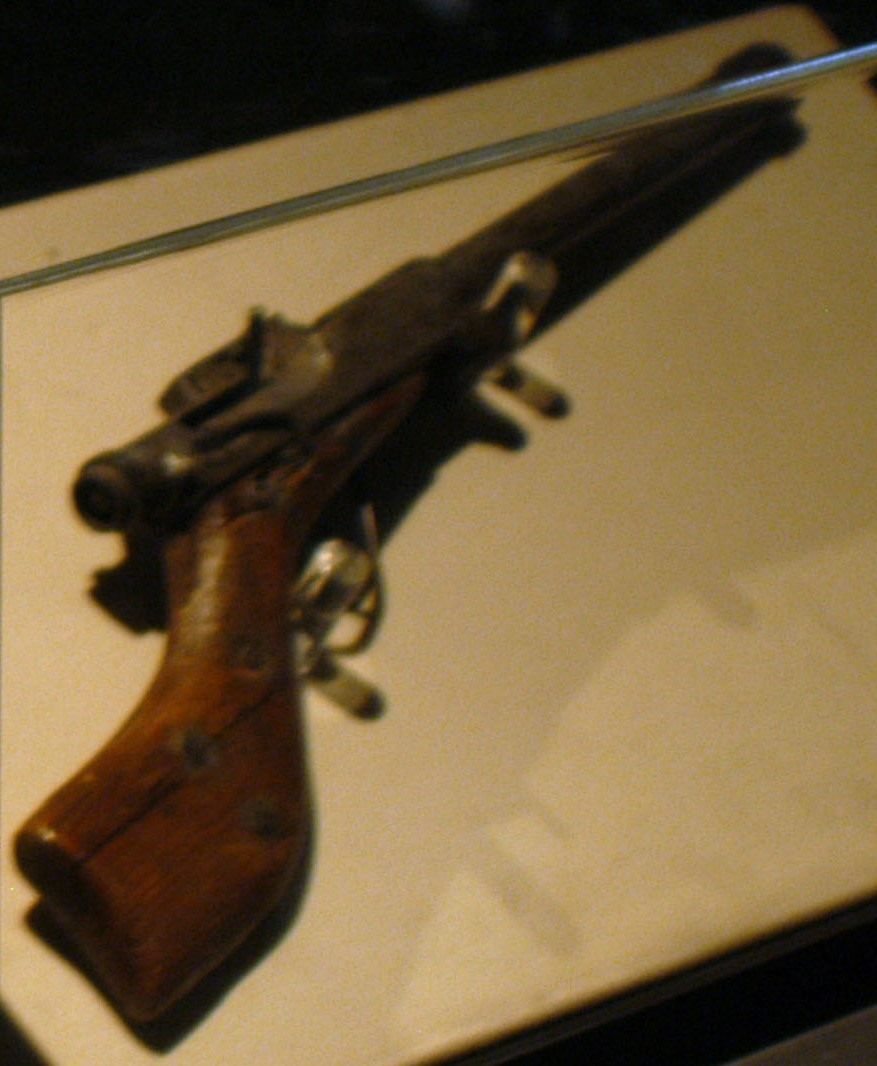
用於波士尼亞戰爭的自製霰彈槍
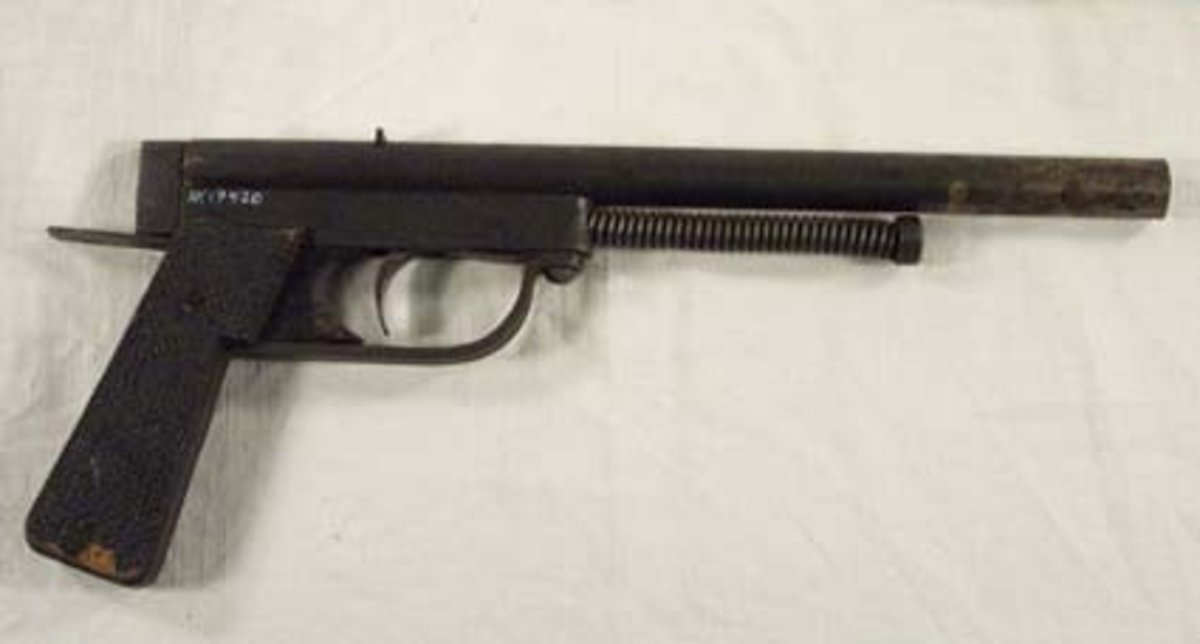
自製手槍
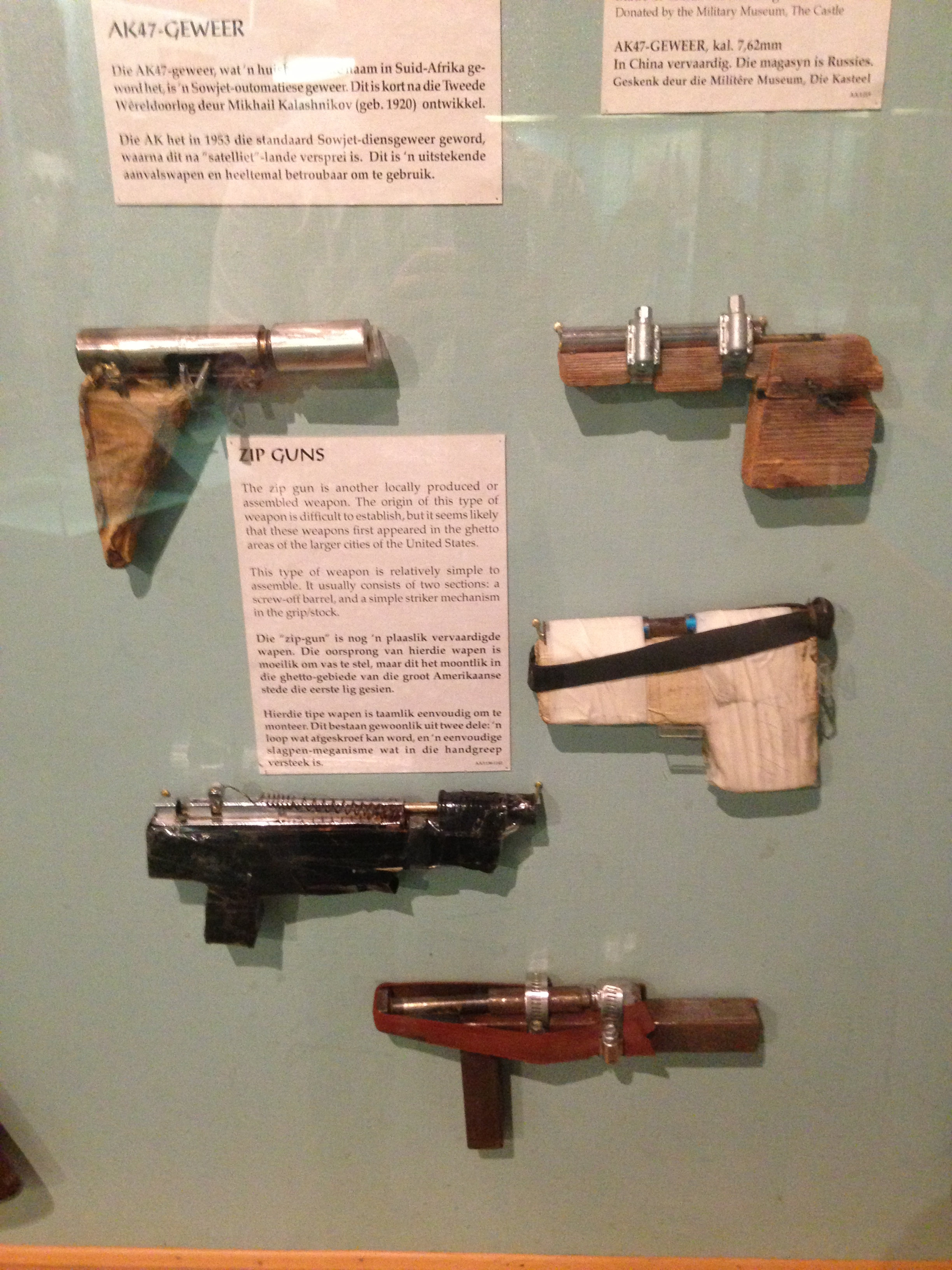
博物館所展出的自製單發手槍
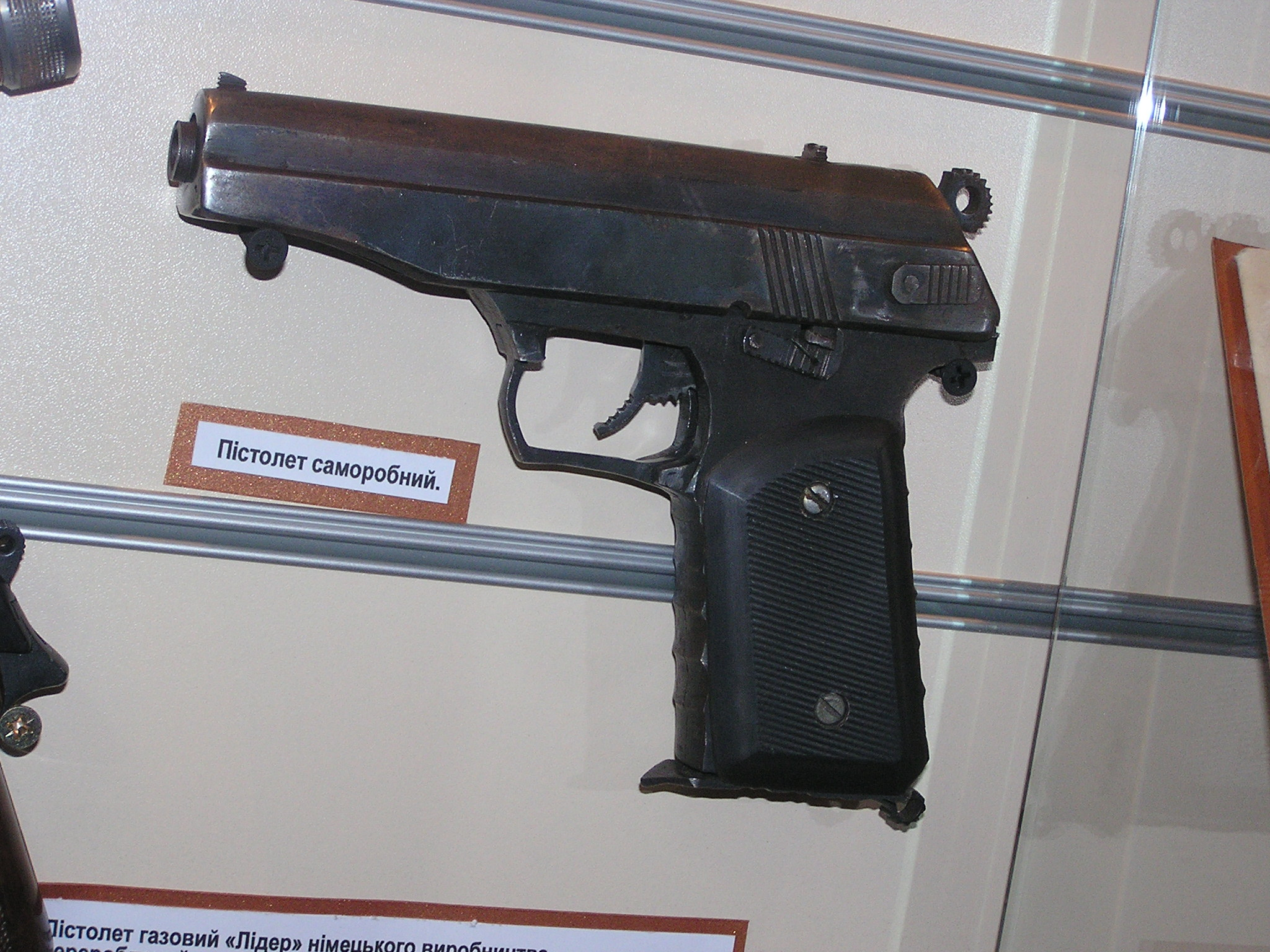
博物館展出的自製半自動手槍
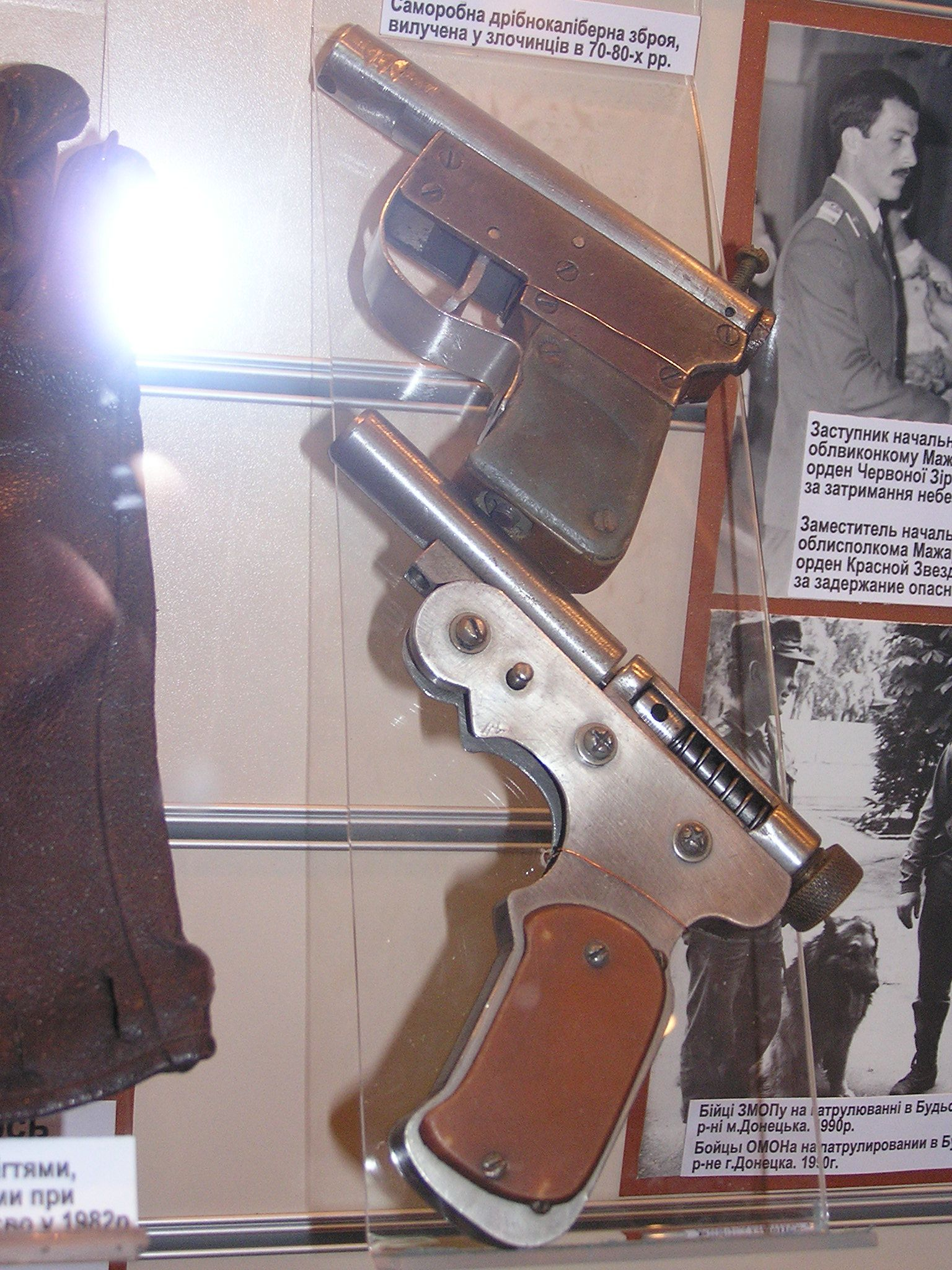
博物館展出的自製手槍
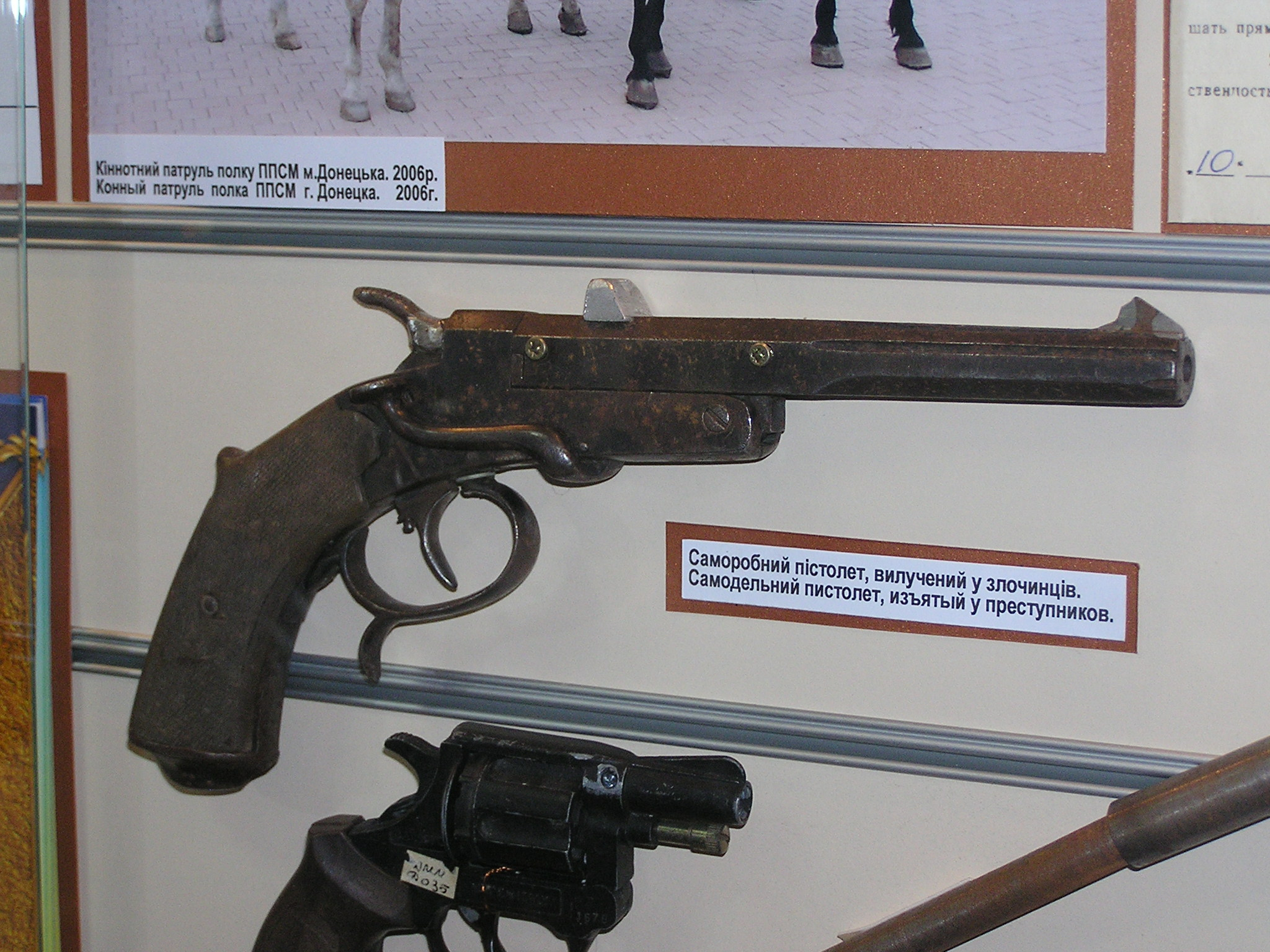
博物館展出的自製單發手槍

### 鋼筆槍
鋼筆槍是外型像鋼筆的自製槍械，普遍使用小口徑彈藥(像是 .22 LR、.25 ACP、.38 ACP…等)且為單發。早期的鋼筆槍使用針式底火彈藥，但現在多為凸緣式底火或中央式底火。有些鋼筆槍並不是設計用來發射一般彈藥的，而是空包彈、信號彈或催淚瓦斯。

### 鋼管霰彈槍
鋼管霰彈槍(Pipe Gun)最早是在第二次世界大戰的菲律賓被發現的。「paliuntod」是一種簡易的自製霰彈槍，在麥克阿瑟撤離菲律賓期間，被菲律賓當地抗日游擊隊使用。這種槍僅由兩個服貼相接的鋼管組成，是一種簡單的單發霰彈槍。至今，這種槍仍為菲律賓當地的不法分子所使用。
在美國，Iliff D. “Rich” Richardson，於1946年申請了鋼管霰彈槍的專利。他在同盟國軍事佔領日本期間曾與菲律賓游擊隊一同作戰。並以商品名「Model R5 菲律賓游擊槍」出售，這款12號鉛徑的霰彈槍在當時每把售價為7塊美金。
自製的鋼管霰彈槍可以用兩根鋼管和管帽輕易的組裝出來。使用時，將霰彈塞入較小的管中，再將較小的管放入較大的管中，用力向後拉，直到霰彈的底火撞擊到管帽上的固定擊針，隨即射出彈丸。填裝時，將鋼管轉向並重複使用流程，當擊發霰彈時，槍口上的空霰彈會與彈丸一同推出。鋼管霰彈槍每分鐘可以發射12到15發。

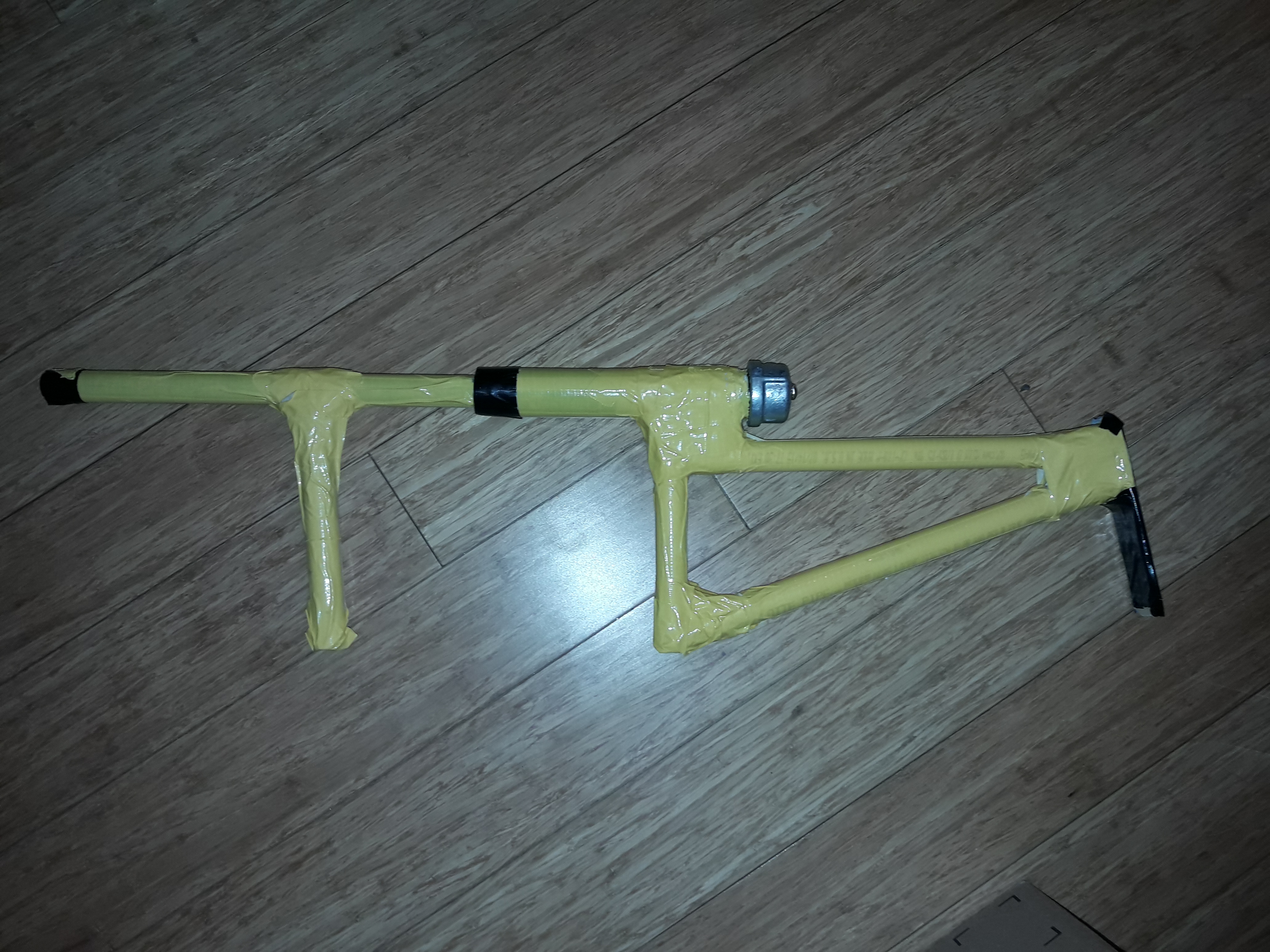
一把使用.410霰彈的自製鋼管霰彈槍

### 改造槍枝

#### 信號槍

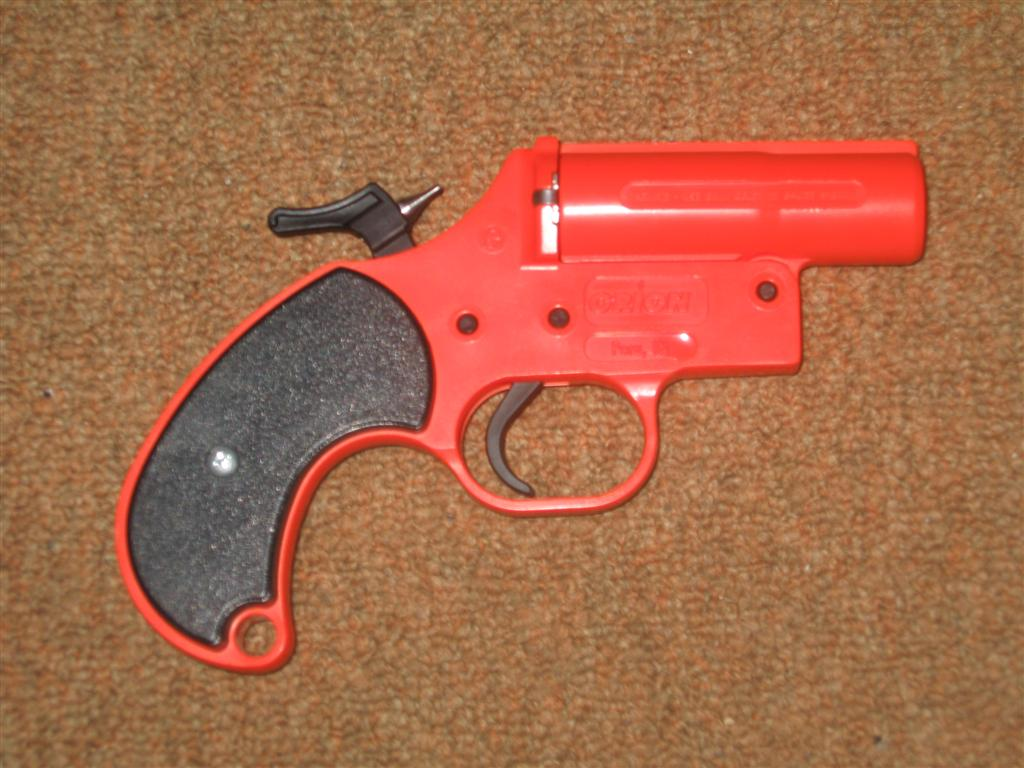
信號槍

信號槍可改造為真槍。把信號槍的槍管(通常是塑膠製的)更換成強度足以承受彈藥膛壓的槍管；亦或是在原本的槍管中塞入口徑更小的槍管，都是可行的。

#### 玩具槍

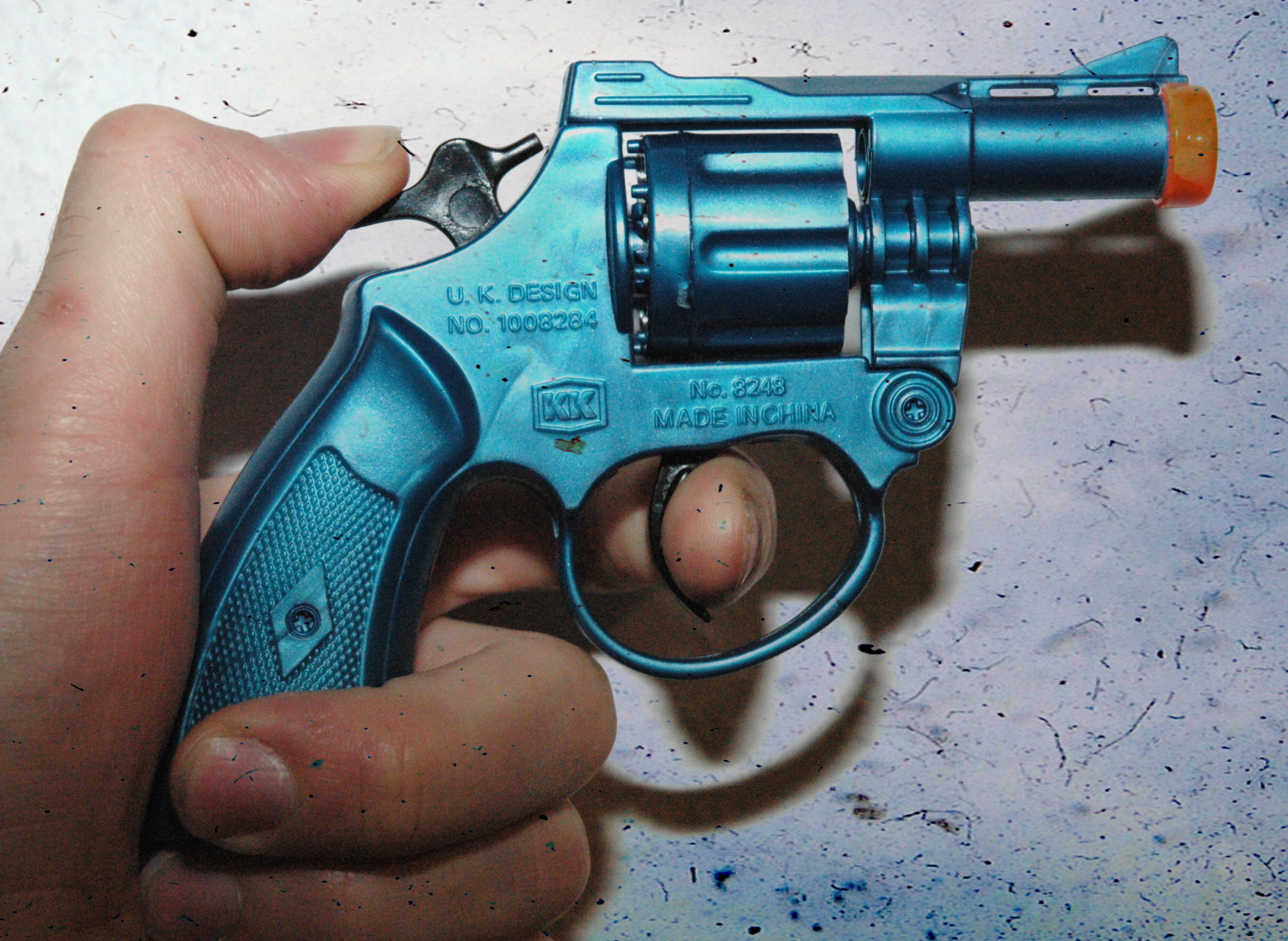
玩具火藥槍

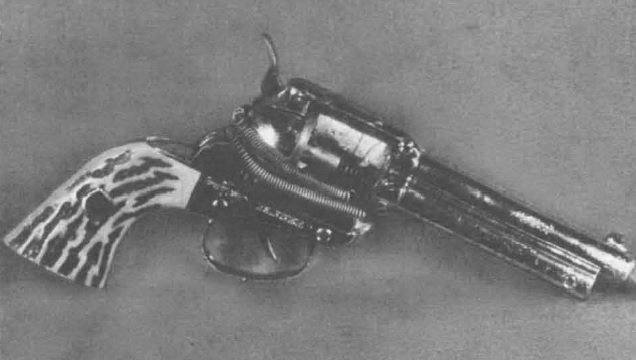
改造版玩具火藥槍，可以擊發.22LR子彈。擊錘加上彈簧增強打擊力道

一些與真槍構造相仿的玩具槍，也能改造成真槍。玩具火藥槍(Cap gun)便是其中一個例子。玩具火藥槍在拆解、更換零件後，也可以發射實彈。裝上撞針可以集中擊錘的撞擊力，有時也會在擊錘後面綁上橡皮筋。

#### 氣槍
一些氣槍(非指生存遊戲使用的軟氣槍)也曾改造成真槍，像是使用Brocock充氣彈殼系統(Brocock Air Cartridge System)的氣槍，其槍膛尺寸接近.38 Special彈藥，使用Brocock充氣彈殼系統的氣槍改造的案例中，不是將槍管擴孔以裝入.38 Special，就是用更小的槍管來裝入.22 LR。這種改造的氣槍已經多次用於犯罪。

#### 模擬槍

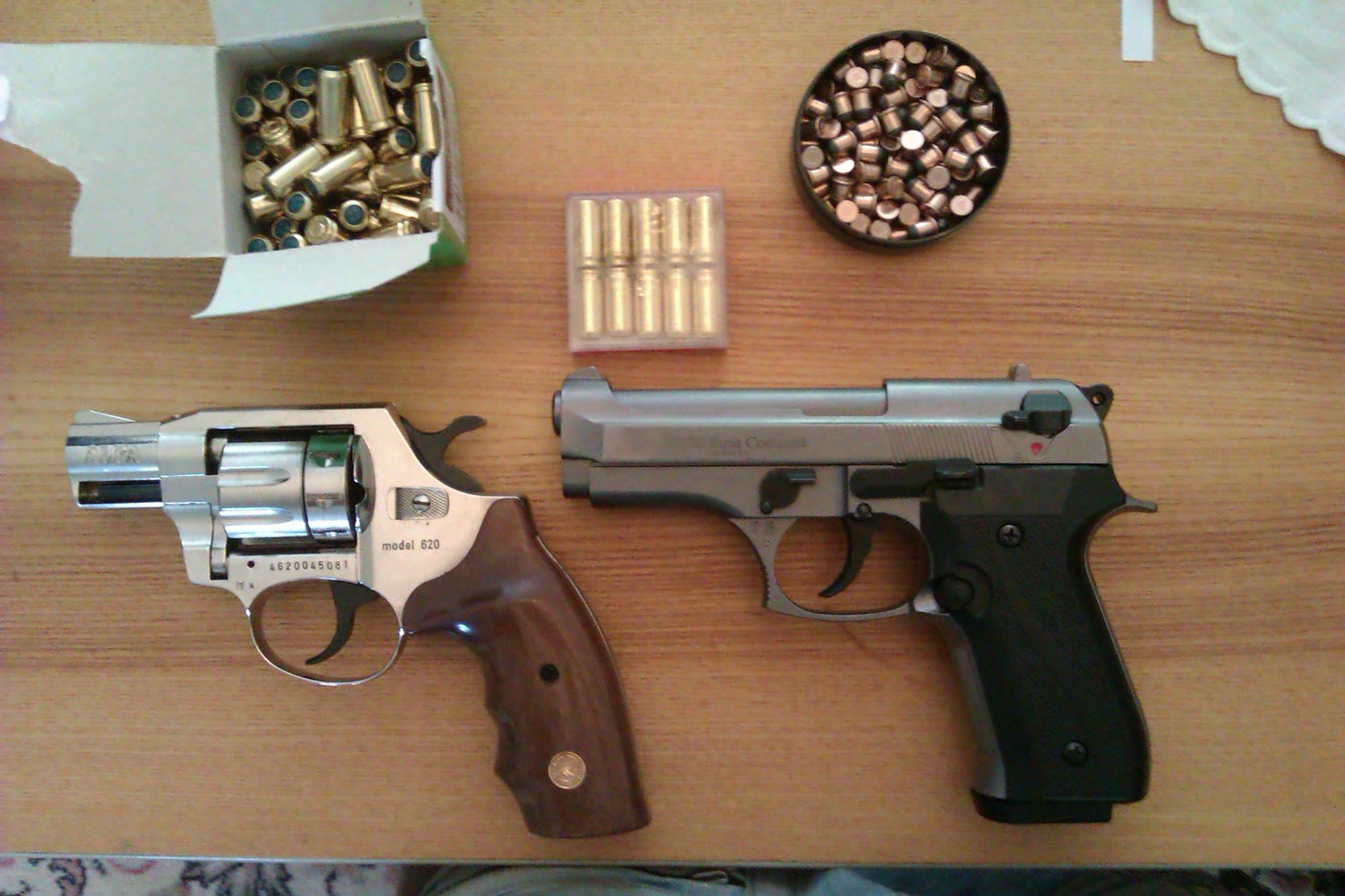
模擬槍

模擬槍，類似於操作槍、模型槍、道具槍，是內部結構與真槍幾乎相同的玩具槍，但是不具殺傷力，通常射擊專用的空包彈(操作槍除外)，模擬槍射擊時會有槍口火光及煙霧，常用作影視拍攝道具。
因為自動槍械機械結構複雜，所以經常會利用模擬槍的槍身，透過更換內部零件，改造成跟真槍有相近的性能的槍枝。雖然模擬槍本身的材質可能因為子彈的膛壓和槍機的作動損毀甚至膛炸。
未經改造的模擬槍，槍管會封死或是有阻鐵。改造槍會將原來槍管鑽通，或是更換成土製槍管。土製槍管通常由機床切削出來，有的甚至會刻上膛線。
在臺灣，許多改造槍會使用改造子彈。改造子彈可以由裝飾彈或是空包彈改造:裝飾彈尺寸跟實彈相同，但是不能擊發，內部通常是用螺絲固定，也有的是模擬實彈構造（有擊鉆、底火帽等構造）。在改造內部結構後，自行加入底火和火藥，便可以擊發。由裝飾彈改造的子彈常有不發火（啞彈）的情況，因為其擊發機制較不可靠。空包彈因為已經有擊發的火藥，所以改造時只需要破壞後再裝上彈頭即可。

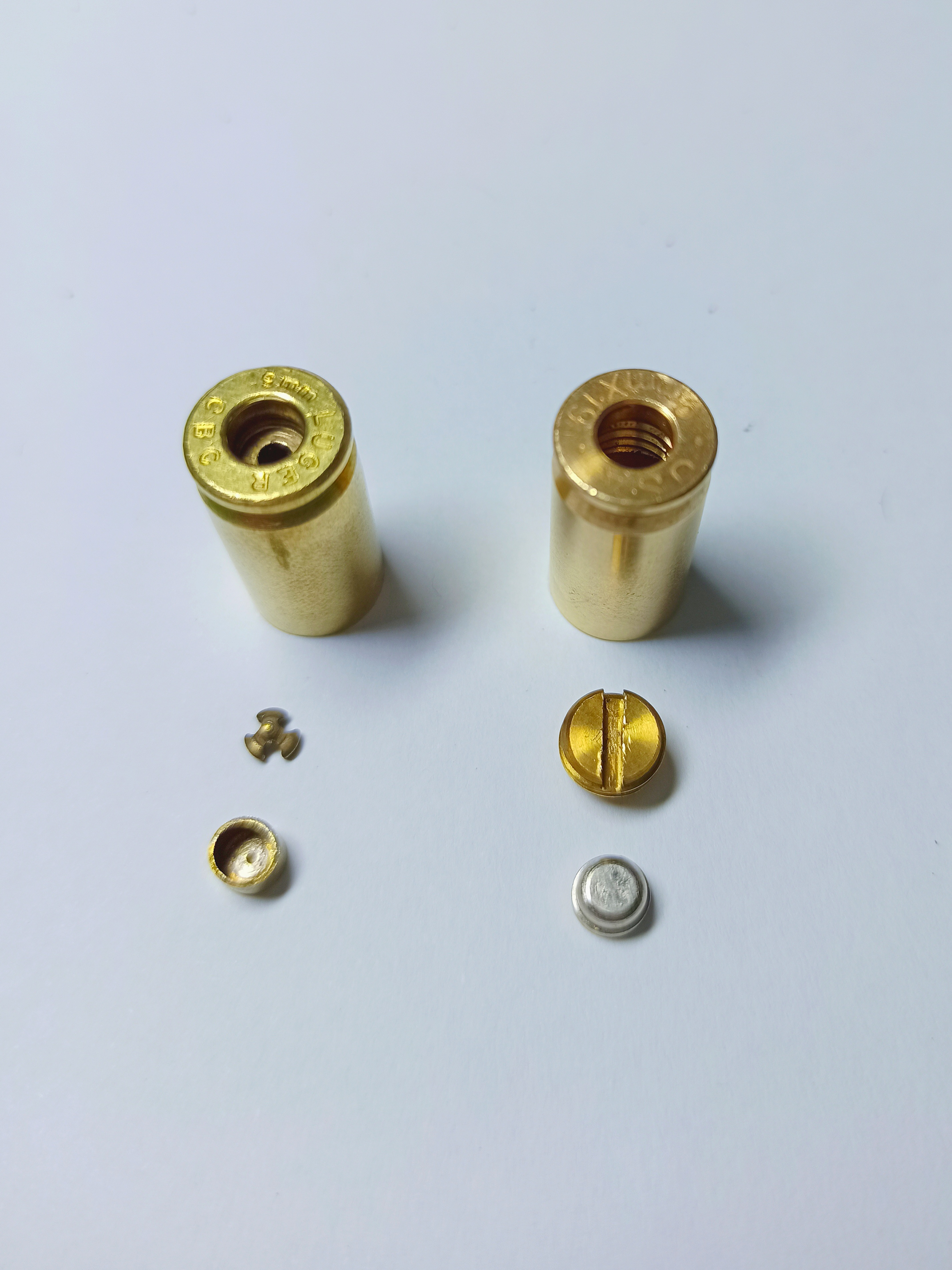
左邊的裝飾彈模擬實彈（巴克瑟式底火）構造，有底火帽、擊鉆、導火孔；右邊的用螺牙固定，底火只有一塊裝飾的金屬

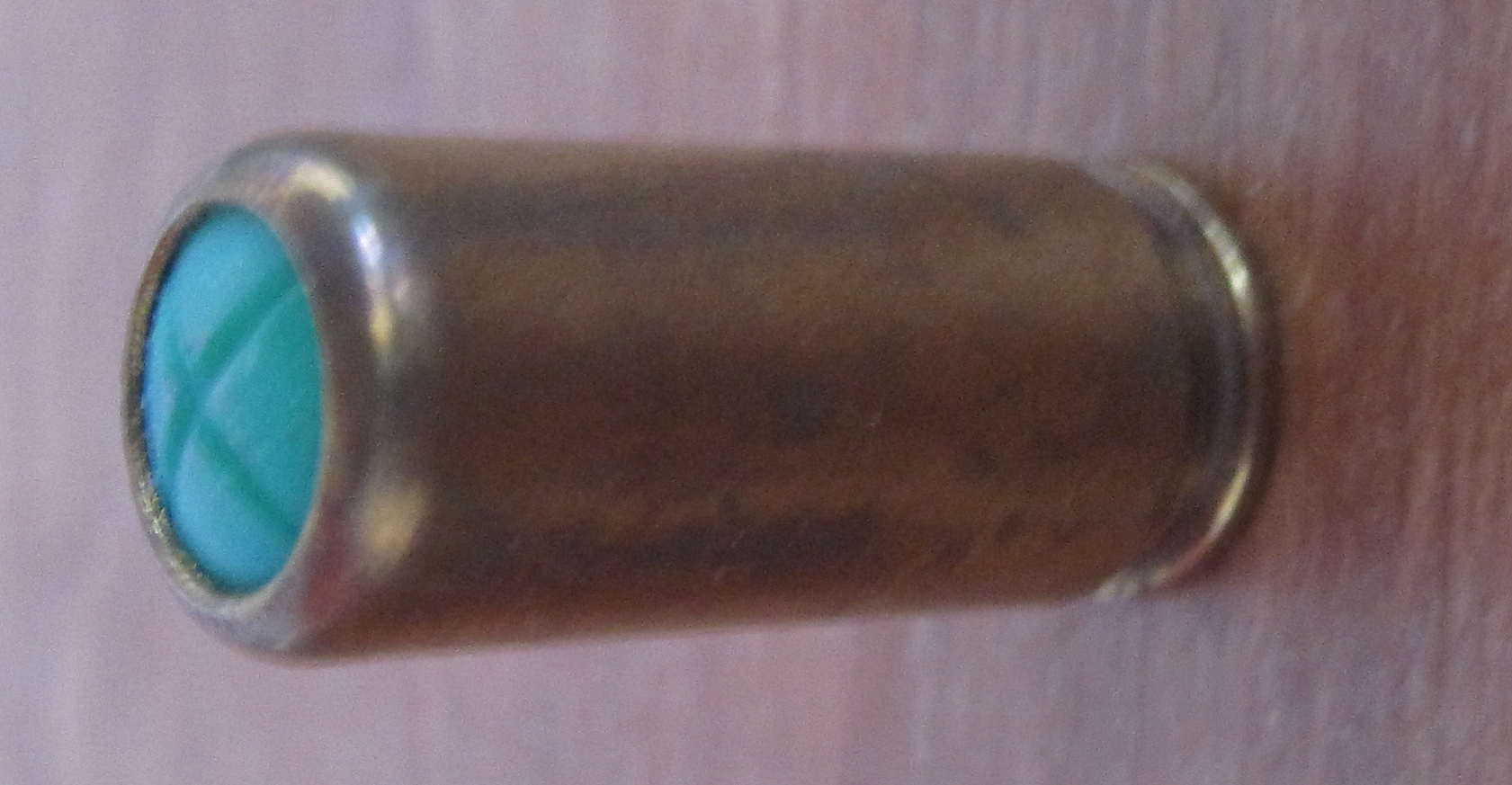
模擬槍專用空包彈

在臺灣，被查獲的改造槍枝比例逐年增加，已經遠超過制式槍枝，截至2020年三月，改造槍枝佔所有查獲的槍枝中約83%左右。

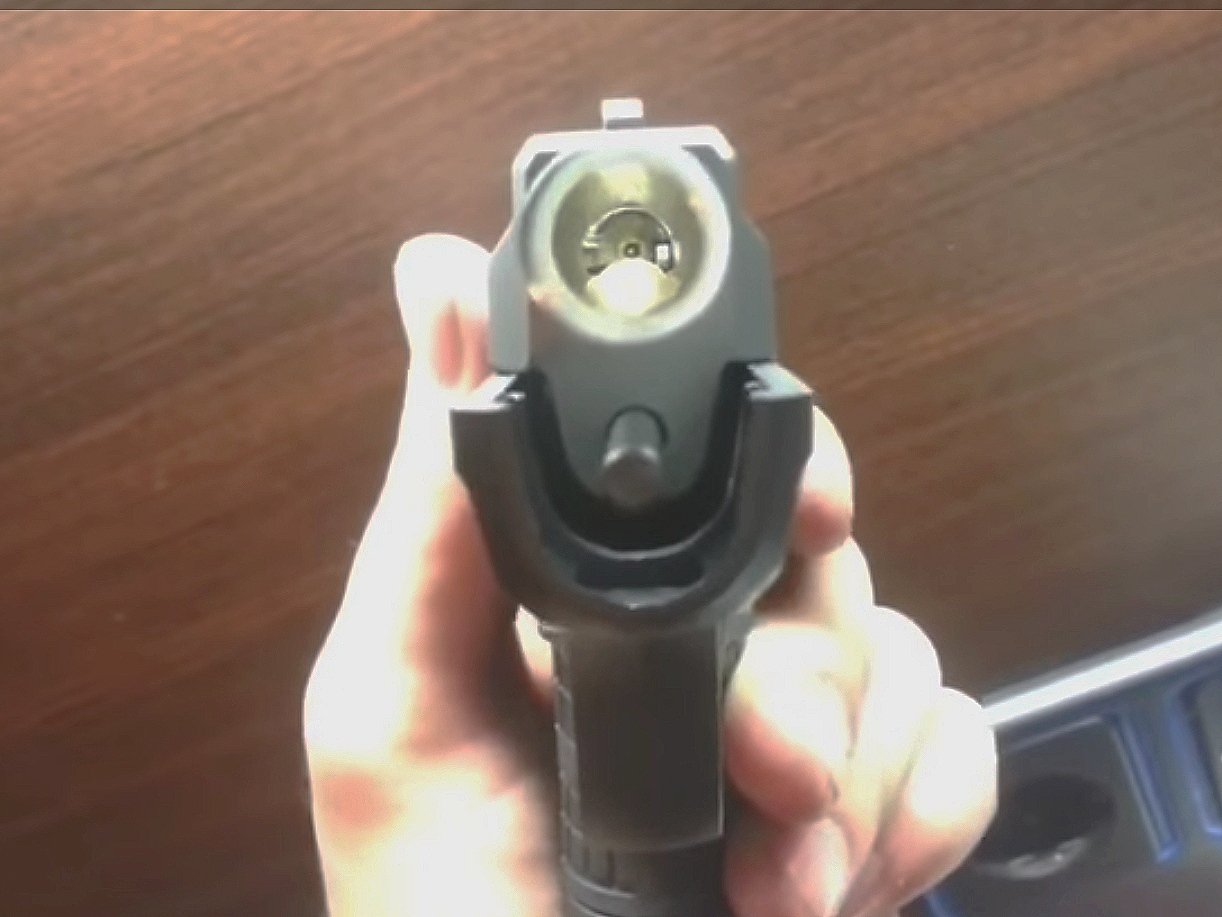
無膛線的滑膛改造手槍

### 隱蔽槍枝
許多構造複雜的簡易槍枝，不只製作精良，甚至還偽裝成其它物品。偽裝成手電筒、行動電話、拐杖或是螺絲的簡易槍枝，都曾被查獲過。這些槍枝大部分都是使用口徑.22英吋的彈藥，但是手電筒槍所使用的彈藥從.22 LR到.410霰彈的案例都有。
雖然大部分的隱蔽槍枝都是單發，但也有的一次可以裝入多發子彈。最簡單的多發設計就是把多個單發槍組合在一起。胡椒罐槍的設計也應用於自製的隱蔽槍枝，因為它很容易就能用多個槍管製成。2000年，英國警方查獲了一把偽裝成行動電話的.22 LR四發裝隱蔽槍枝，按下鍵盤上不同按鈕來分別發射各個槍管。

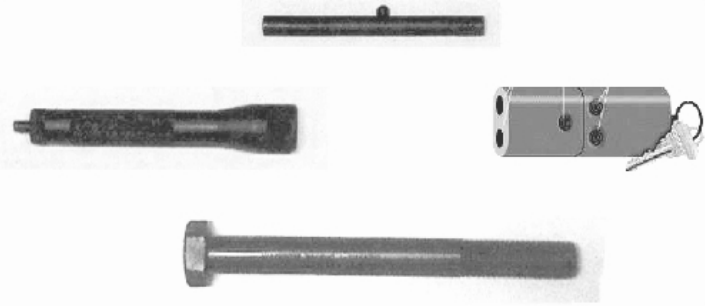
美國生產的隱蔽槍枝（從最底部順時針依序）7/8英吋螺絲槍;手電筒槍；鋼筆槍；雙槍管.32英吋口徑的鑰匙圈槍
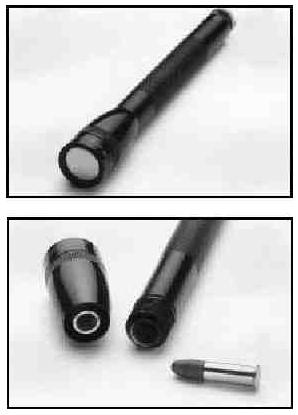
偽裝成手電筒的隱蔽槍枝
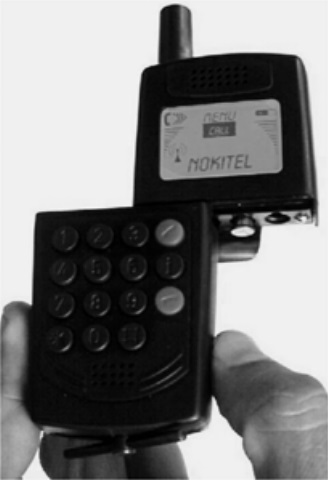
四發裝，偽裝成手機的隱蔽槍枝
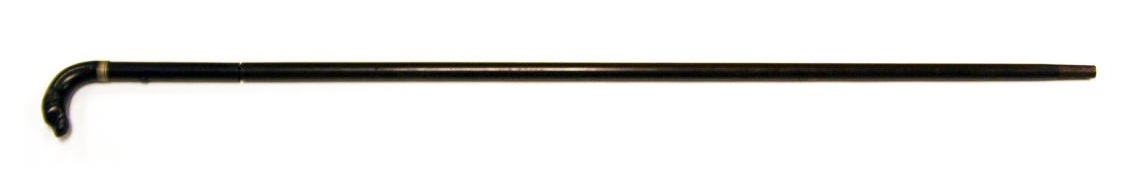
拐杖槍
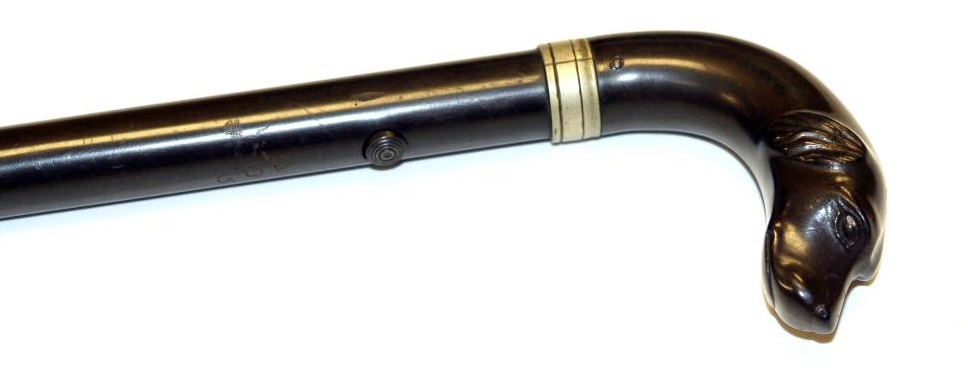
拐杖槍的握把及扳機
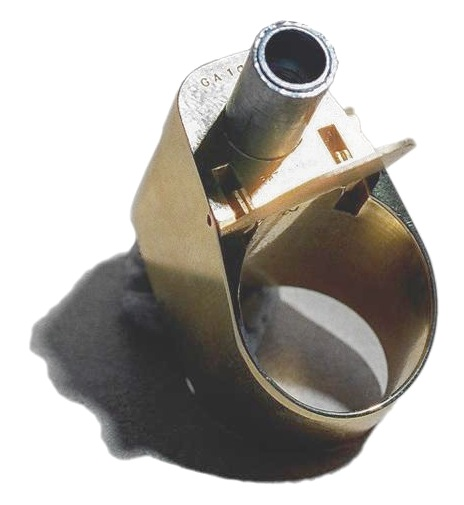
戒指槍
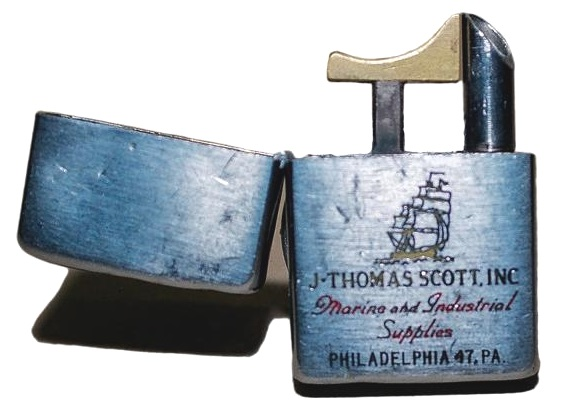
Zippo 打火機槍
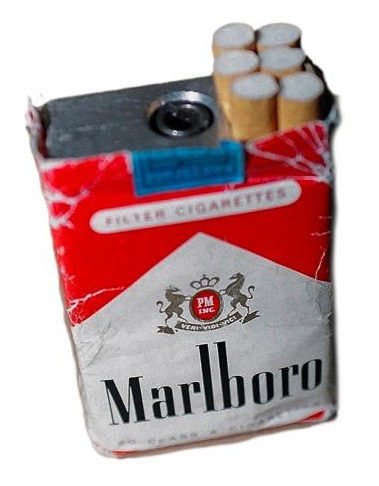
萬寶路香菸盒外型的隱蔽槍枝

### 衝鋒槍
自製衝鋒槍大多仿造現有的設計，或是使用簡單的開放式槍栓作動方式和常見的五金零件組成。
閃電衝鋒槍，是一種由波蘭家鄉軍生產的衝鋒槍，在德國入侵波蘭時，用作抵抗納粹德國的武器，設計上有許多地方與斯登衝鋒槍相同。

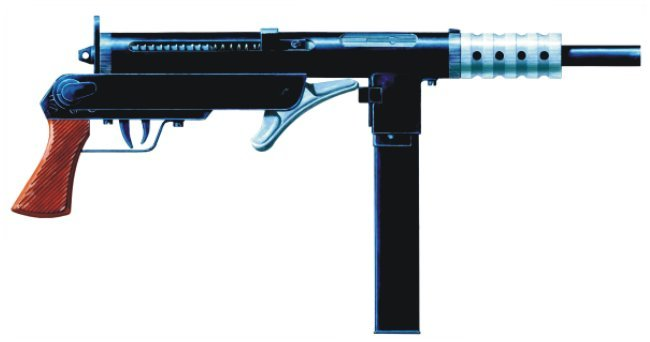
閃電衝鋒槍

貝霍維茨-1衝鋒槍（Bechowiec-1），由波蘭地下反抗組織製造，總共只製造了11把。射擊9×19mm魯格彈，為增加精確度，採用閉鎖式槍栓，並加上射擊切換鈕，能夠以半自動和全自動射擊。

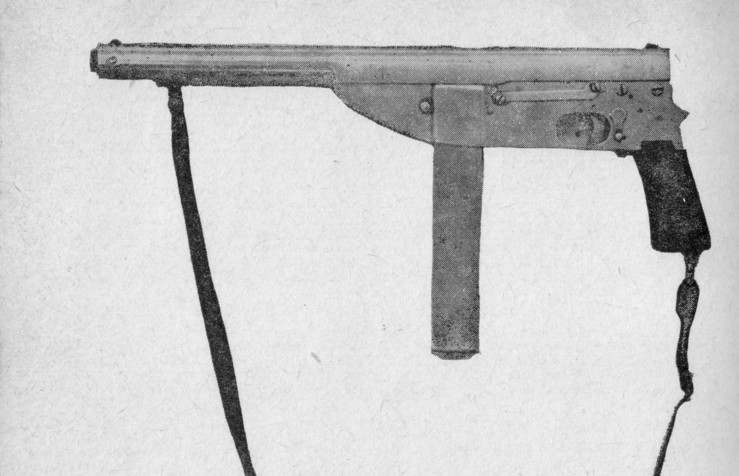
貝霍維茨-1衝鋒槍

Borz衝鋒槍，是車臣製造的簡易槍枝之一，在1992到1999年間曾少量生產，主要在車臣戰爭使用。Borz最初只是亞美尼亞K6-92衝鋒槍的仿製品，而K6-92本身在設計上則是明顯地參考前蘇聯的PPS衝鋒槍。但是，Borz的某些變種槍與K6-92相差得多，這是因為Borz並沒有主要的生產商，加上這個名字當中包含了許多由車臣人手工製造的衝鋒槍。

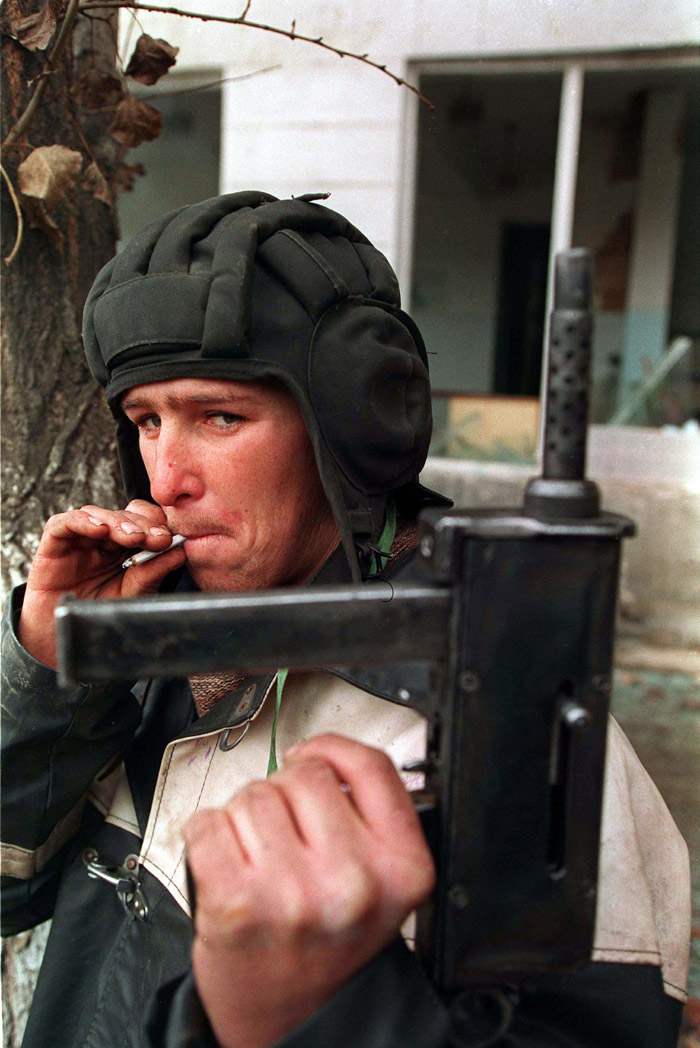
在格羅茲尼戰役期間，手持Borz衝鋒槍的車臣武裝分子

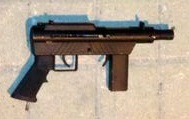
以色列國防軍查獲的Carlo 衝鋒槍，握把使用M16的握把

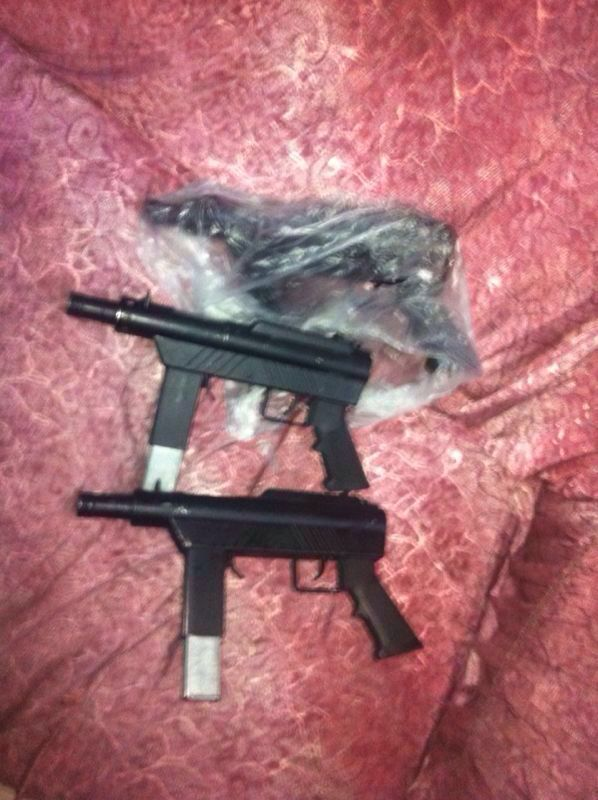
三把自製Carlo 衝鋒槍

Carlo 衝鋒槍，是由約旦河西岸地區的小型工作坊生產的衝鋒槍。製造工廠經常坐落於數個不同的地點，零件也多來自二手槍枝零件，所以各把槍的規格並不統一。這把槍的設計給了卡爾·古斯塔夫M/45衝鋒槍靈感。大部分都是開放式槍栓，且只能全自動射擊。普遍是使用9×19mm魯格彈彈藥，但也有.22 LR、.32ACP、9×18mm Makarov、5.56×45mm NATO的版本。Carlo 衝鋒槍本身造價低廉，但是精準度差，且容易卡彈及不發火。

### 3D列印槍枝

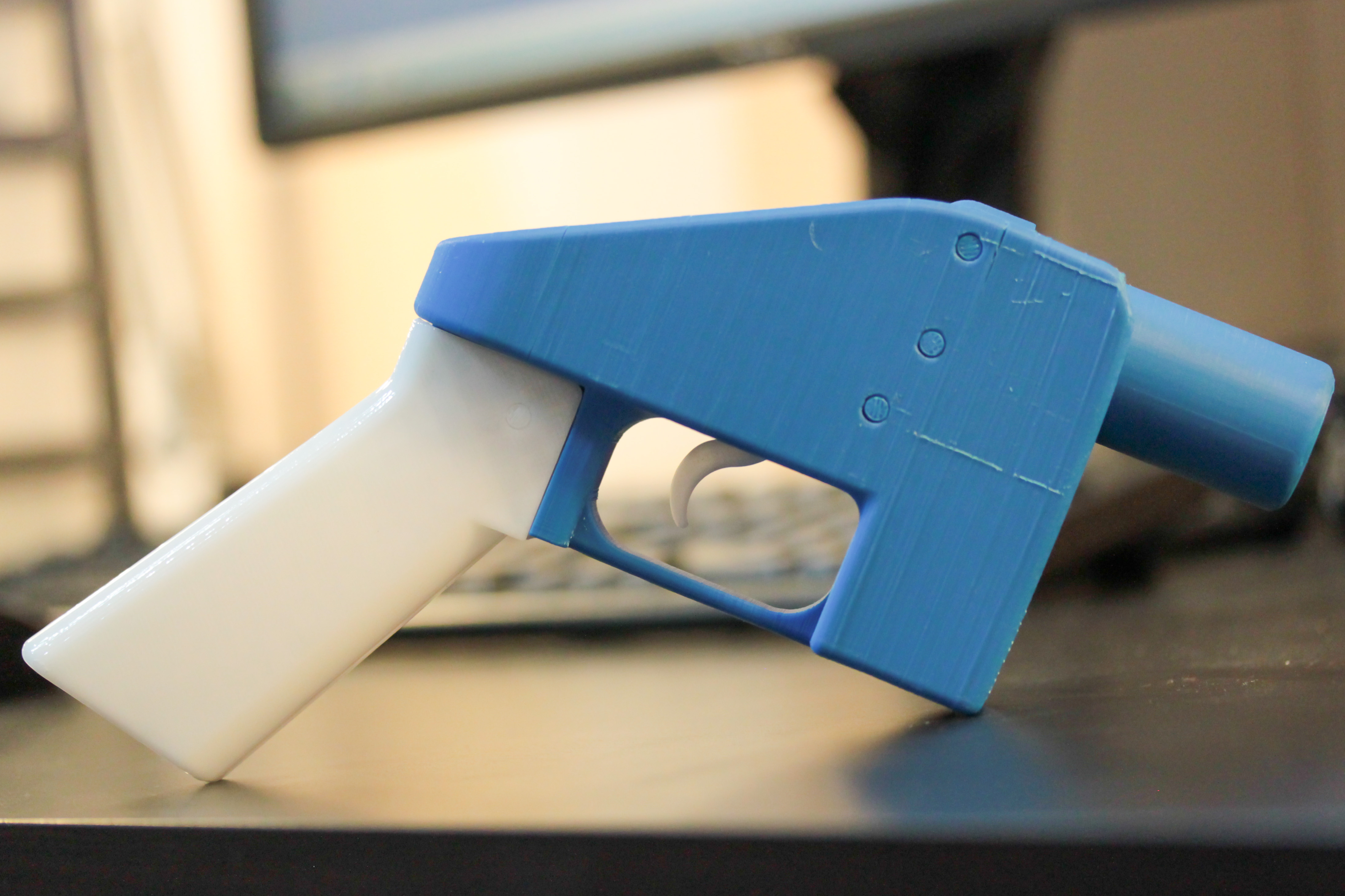
單發3D列印手槍，解放者

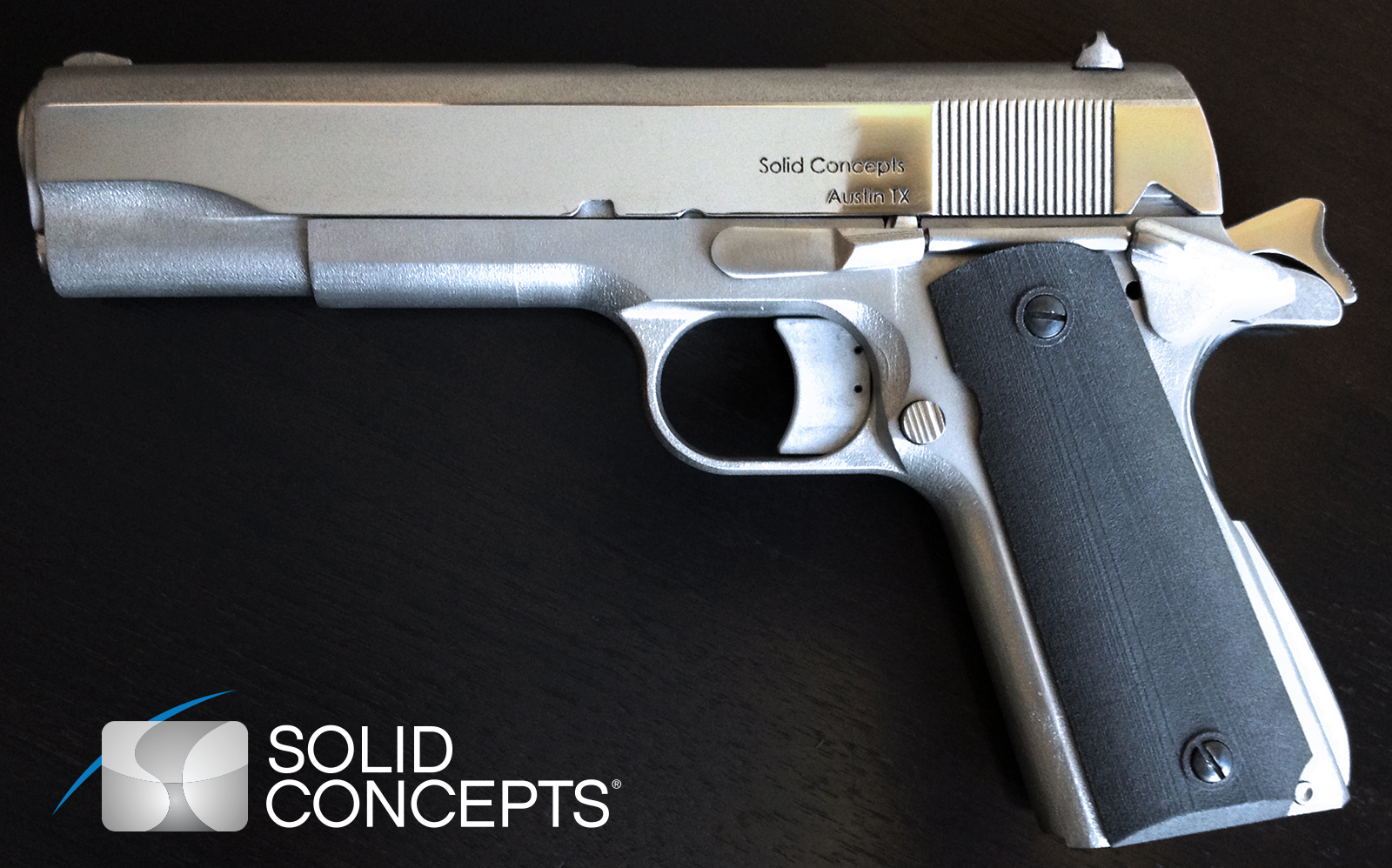
Solid Concepts公司的金屬3D打印M1911手槍

2012年，於美國的組織Defense Distributed，公佈了他們即將要設計一把能夠發射實彈的塑料槍，而且只需要一台3D打印機，每個人都能夠下載藍圖並打印出來。解放者，是第一把每個人都能從網路上下載藍圖的3D打印手槍。2013年五月6號，Defense Distributed發佈了這把槍的設計藍圖。在被美國國務院要求下架前，設計藍圖在兩天內的下載量就超過了十萬次。
Defense Distributed還設計了可以3D打印的AR-15下機匣(大約可以承受射擊650發上下）及各種彈匣。2013年，德州一家公司，Solid Concept，公開展示了一把由工業用3D打印機打印出來的金屬製M1911手槍。